# Eleotris lutea
Eleotris lutea är en fiskart som beskrevs av Day, 1876. Eleotris lutea ingår i släktet Eleotris och familjen Eleotridae. Inga underarter finns listade i Catalogue of Life.